# ریکاردینیو (بازیکن فوتسال)
ریکاردو فیلیپ دا سیلوا براگا (انگلیسی: Ricardo Filipe da Silva Braga؛ زادهٔ ۳ سپتامبر ۱۹۸۵) ملقب به ریکاردینیو یکی از معروف‌ترین بازیکن‌های تیم ملی فوتسال پرتغال است.او ۶ مرتبه و در سالهای ٢٠١٠،٢٠١۴،٢٠١۵،٢٠١۶،٢٠١٧،٢٠١٨ بهترین بازیکن فوتسال دنیا شده‌است.